# مستشفى أبو تيج النموذجي
مستشفى أبوتيج النموذجي هي مستشفي في أبو تيج، أسيوط، مصر.

## التاريخ
المستشفي أنشأ عام 1937 في عهد الملكية، على طراز معماري قديم، وكان يتكون من مبنى واحد وقتها منشأ على مساحة صغيرة، إلا أنه تغير ملامح المستشفى ليصبح مستشفى نموذجيًا، على مساحة 8200 متر، ويتكون من 5 مبانٍ هي "المبنى الرئيسي ومبنى مدرسة التمريض ومبنى غرفة المشرحة ومبنى غرفة حفظ النفايات ومبنى غرفة طلمبات المياه"، ويتكون المبنى الرئيسي من 5 طوابق.

## الوصف
يتكون المستشفى من 13 قسما داخليا هي "الاستقبال العام والجراحة والعظام والمسالك والأنف والأذن والباطنة والأطفال والقلب والصدرية والأسنان والأشعة والتحاليل وبنك الدم"، وذلك لخدمة 650 ألف نسمة.
المستشفى يضم 113 سريرا داخليا و42 سريرا للكلى الصناعي و18 سريرا عناية و18 حضانات مبتسرين و9 أسرة عزل و11 سرير استقبا،ل فضلًا عن غرف العمليات الكبرى والصغرى والصيدليات ومخازن الأدوية ومنظومة شبكة الاكسجين وستقدم خدماتها للمواطنين في كافة التخصصات.